# Futbol als Jocs Olímpics d'estiu de 2020
El futbol és un dels esports que es disputaran als Jocs Olímpics d'Estiu de 2020, realitzats a la ciutat de Tòquio, Japó. Es disputaran dues proves de futbol, una en categoria masculina i una altra en categoria femenina. Les proves es realitzaran entre el 21 de juliol i el 7 d'agost de 2021. Els partits es disputaran a Tòquio, Kashima, Saitama, Sapporo, Rifu i Yokohama.
Programats inicialment pel 2020, els Jocs es van ajornar per la pandèmia de COVID-19 fins al 2021.

## Calendari
| G | Fase de grups | ¼ | Quarts de final | ½ | Semifinals | B | 3r lloc | F | Final |

| Prova↓/Data →       | Dc 21 | Dj 22 | Dv 23 | Ds 24 | Dg 25 | Dl 26 | Dm 27 | Dc 28 | Dj 29 | Dv 30 | Ds 31 | Dg 1 | Dl 2 | Dm 3 | Dc 4 | Dj 5 | Dv 6 | Ds 7 |
| ------------------- | ----- | ----- | ----- | ----- | ----- | ----- | ----- | ----- | ----- | ----- | ----- | ---- | ---- | ---- | ---- | ---- | ---- | ---- |
| Categoria masculina |       | G     |       |       | G     |       |       | G     |       |       | ¼     |      |      | ½    |      |      | B    | F    |
| Categoria femenina  | G     |       |       | G     |       |       | G     |       |       | ¼     |       |      | ½    |      |      | B    | F    |      |

## Seus
Un total de set seus es fan servir en aquesta edició dels Jocs:
| Tòquio                  | Chōfu (Tokyo)                           | Saitama                                 | Yokohama                                |
| ----------------------- | --------------------------------------- | --------------------------------------- | --------------------------------------- |
| Estadi Olímpic          | Tokyo Stadium                           | Saitama Stadium                         | International Stadium Yokohama          |
| Capacitat: 60,102       | Capacitat: 48.000                       | Capacitat: 62.000                       | Capacitat: 70.000                       |
|                         |                                         |                                         |                                         |
| Kashima                 | YokohamaSaitamaRifuTòquioKashimaSapporo | YokohamaSaitamaRifuTòquioKashimaSapporo | YokohamaSaitamaRifuTòquioKashimaSapporo |
| Ibaraki Kashima Stadium | YokohamaSaitamaRifuTòquioKashimaSapporo | YokohamaSaitamaRifuTòquioKashimaSapporo | YokohamaSaitamaRifuTòquioKashimaSapporo |
| Capacitat: 42,000       | YokohamaSaitamaRifuTòquioKashimaSapporo | YokohamaSaitamaRifuTòquioKashimaSapporo | YokohamaSaitamaRifuTòquioKashimaSapporo |
|                         | YokohamaSaitamaRifuTòquioKashimaSapporo | YokohamaSaitamaRifuTòquioKashimaSapporo | YokohamaSaitamaRifuTòquioKashimaSapporo |
| Rifu                    | YokohamaSaitamaRifuTòquioKashimaSapporo | YokohamaSaitamaRifuTòquioKashimaSapporo | YokohamaSaitamaRifuTòquioKashimaSapporo |
| Miyagi Stadium          | YokohamaSaitamaRifuTòquioKashimaSapporo | YokohamaSaitamaRifuTòquioKashimaSapporo | YokohamaSaitamaRifuTòquioKashimaSapporo |
| Capacitat: 48.000       | YokohamaSaitamaRifuTòquioKashimaSapporo | YokohamaSaitamaRifuTòquioKashimaSapporo | YokohamaSaitamaRifuTòquioKashimaSapporo |
|                         | YokohamaSaitamaRifuTòquioKashimaSapporo | YokohamaSaitamaRifuTòquioKashimaSapporo | YokohamaSaitamaRifuTòquioKashimaSapporo |
| Sapporo                 | YokohamaSaitamaRifuTòquioKashimaSapporo | YokohamaSaitamaRifuTòquioKashimaSapporo | YokohamaSaitamaRifuTòquioKashimaSapporo |
| Sapporo Dome            | YokohamaSaitamaRifuTòquioKashimaSapporo | YokohamaSaitamaRifuTòquioKashimaSapporo | YokohamaSaitamaRifuTòquioKashimaSapporo |
| Capacitat: 42.000       | YokohamaSaitamaRifuTòquioKashimaSapporo | YokohamaSaitamaRifuTòquioKashimaSapporo | YokohamaSaitamaRifuTòquioKashimaSapporo |
|                         | YokohamaSaitamaRifuTòquioKashimaSapporo | YokohamaSaitamaRifuTòquioKashimaSapporo | YokohamaSaitamaRifuTòquioKashimaSapporo |

## Competició masculina

### Fase de Grups

#### Grup A
| Pos | Equip      | PJ | PG | PE | PP | GF | GC | DG | Pts | Classificació            |
| --- | ---------- | -- | -- | -- | -- | -- | -- | -- | --- | ------------------------ |
| 1   | Japó (H)   | 3  | 3  | 0  | 0  | 7  | 1  | +6 | 9   | Avança a quarts de final |
| 2   | Mèxic      | 3  | 2  | 0  | 1  | 8  | 3  | +5 | 6   | Avança a quarts de final |
| 3   | França     | 3  | 1  | 0  | 2  | 5  | 11 | −6 | 3   |                          |
| 4   | Sud-àfrica | 3  | 0  | 0  | 3  | 3  | 8  | −5 | 0   |                          |

#### Grup B
| Pos | Equip         | PJ | PG | PE | PP | GF | GC | DG | Pts | Classificació            |
| --- | ------------- | -- | -- | -- | -- | -- | -- | -- | --- | ------------------------ |
| 1   | Corea del Sud | 3  | 2  | 0  | 1  | 10 | 1  | +9 | 6   | Avança a quarts de final |
| 2   | Nova Zelanda  | 3  | 1  | 1  | 1  | 3  | 3  | 0  | 4   | Avança a quarts de final |
| 3   | Romania       | 3  | 1  | 1  | 1  | 1  | 4  | −3 | 4   |                          |
| 4   | Hondures      | 3  | 1  | 0  | 2  | 3  | 9  | −6 | 3   |                          |

#### Grup C
| Pos | Equip     | PJ | PG | PE | PP | GF | GC | DG | Pts | Classificació            |
| --- | --------- | -- | -- | -- | -- | -- | -- | -- | --- | ------------------------ |
| 1   | Espanya   | 3  | 1  | 2  | 0  | 2  | 1  | +1 | 5   | Avança a quarts de final |
| 2   | Egipte    | 3  | 1  | 1  | 1  | 2  | 1  | +1 | 4   | Avança a quarts de final |
| 3   | Argentina | 3  | 1  | 1  | 1  | 2  | 3  | −1 | 4   |                          |
| 4   | Austràlia | 3  | 1  | 0  | 2  | 2  | 3  | −1 | 3   |                          |

#### Grup D
| Pos | Equip          | PJ | PG | PE | PP | GF | GC | DG | Pts | Classificació            |
| --- | -------------- | -- | -- | -- | -- | -- | -- | -- | --- | ------------------------ |
| 1   | Brasil         | 3  | 2  | 1  | 0  | 7  | 3  | +4 | 7   | Avança a quarts de final |
| 2   | Costa d'Ivori  | 3  | 1  | 2  | 0  | 3  | 2  | +1 | 5   | Avança a quarts de final |
| 3   | Alemanya       | 3  | 1  | 1  | 1  | 6  | 7  | −1 | 4   |                          |
| 4   | Aràbia Saudita | 3  | 0  | 0  | 3  | 4  | 8  | −4 | 0   |                          |

### Fase final
|  | Quarts de final         | Quarts de final     |                      |       | Semifinals                      | Semifinals                      |  |  | Partit per la medalla d'or | Partit per la medalla d'or |
|  |                         |                     |                      |       |                                 |                                 |  |  |                            |                            |
|  | 31 de juliol – Yokohama |                     |                      |       |                                 |                                 |  |  |                            |                            |
|  |                         |                     |                      |       |                                 |                                 |  |  |                            |                            |
|  | Corea del Sud           | 3                   |                      |       |                                 |                                 |  |  |                            |                            |
|  | Corea del Sud           | 3                   | 3 d'agost – Kashima  |       |                                 |                                 |  |  |                            |                            |
|  | Mèxic                   | 6                   |                      |       |                                 |                                 |  |  |                            |                            |
|  | Mèxic                   | 6                   | Mèxic                | 0 (1) |                                 |                                 |  |  |                            |                            |
|  | 31 de juliol – Saitama  |                     | Mèxic                | 0 (1) |                                 |                                 |  |  |                            |                            |
|  |                         | Brasil (p.)         | 0 (4)                |       |                                 |                                 |  |  |                            |                            |
|  | Brasil                  | Brasil (p.)         | 0 (4)                | 1     |                                 |                                 |  |  |                            |                            |
|  | Brasil                  |                     | 7 d'agost – Yokohama | 1     |                                 |                                 |  |  |                            |                            |
|  | Egipte                  | 0                   |                      |       |                                 |                                 |  |  |                            |                            |
|  | Egipte                  | 0                   | Brasil (prò.)        | 2     |                                 |                                 |  |  |                            |                            |
|  | 31 de juliol – Kashima  |                     | Brasil (prò.)        | 2     |                                 |                                 |  |  |                            |                            |
|  |                         | Espanya             | 1                    |       |                                 |                                 |  |  |                            |                            |
|  | Japó (p.)               | Espanya             | 1                    | 0 (4) |                                 |                                 |  |  |                            |                            |
|  | Japó (p.)               | 3 d'agost – Saitama |                      | 0 (4) |                                 |                                 |  |  |                            |                            |
|  | Nova Zelanda            | 0 (2)               |                      |       |                                 |                                 |  |  |                            |                            |
|  | Nova Zelanda            | 0 (2)               | Japó                 | 0     |                                 |                                 |  |  |                            |                            |
|  | 31 de juliol – Rifu     |                     | Japó                 | 0     |                                 |                                 |  |  |                            |                            |
|  |                         | Espanya (prò.)      | 1                    |       | Partit per la medalla de bronze | Partit per la medalla de bronze |  |  |                            |                            |
|  | Espanya (prò.)          | Espanya (prò.)      | 1                    | 5     | Partit per la medalla de bronze | Partit per la medalla de bronze |  |  |                            |                            |
|  | Espanya (prò.)          |                     | 6 d'agost – Saitama  | 5     |                                 |                                 |  |  |                            |                            |
|  | Costa d'Ivori           | 2                   |                      |       |                                 |                                 |  |  |                            |                            |
|  | Costa d'Ivori           | 2                   | Mèxic                | 3     |                                 |                                 |  |  |                            |                            |
|  |                         |                     |                      |       |                                 |                                 |  |  |                            |                            |
|  | Japó                    | 1                   |                      |       |                                 |                                 |  |  |                            |                            |
|  | Japó                    | 1                   |                      |       |                                 |                                 |  |  |                            |                            |

## Competició femenina

### Fase de Grups

#### Grup E
| Pos | Equip      | PJ | PG | PE | PP | GF | GC | DG | Pts | Classificació            |
| --- | ---------- | -- | -- | -- | -- | -- | -- | -- | --- | ------------------------ |
| 1   | Regne Unit | 3  | 2  | 1  | 0  | 4  | 1  | +3 | 7   | Avança a quarts de final |
| 2   | Canadà     | 3  | 1  | 2  | 0  | 4  | 3  | +1 | 5   | Avança a quarts de final |
| 3   | Japó (H)   | 3  | 1  | 1  | 1  | 2  | 2  | 0  | 4   | Avança a quarts de final |
| 4   | Xile       | 3  | 0  | 0  | 3  | 1  | 5  | −4 | 0   |                          |

#### Grup F
| Pos | Equip           | PJ | PG | PE | PP | GF | GC | DG  | Pts | Classificació            |
| --- | --------------- | -- | -- | -- | -- | -- | -- | --- | --- | ------------------------ |
| 1   | Països Baixos   | 3  | 2  | 1  | 0  | 21 | 8  | +13 | 7   | Avança a quarts de final |
| 2   | Brasil          | 3  | 2  | 1  | 0  | 9  | 3  | +6  | 7   | Avança a quarts de final |
| 3   | Zàmbia          | 3  | 0  | 1  | 2  | 7  | 15 | −8  | 1   |                          |
| 4   | R.P. de la Xina | 3  | 0  | 1  | 2  | 6  | 17 | −11 | 1   |                          |

#### Grup G
| Pos | Equip        | PJ | PG | PE | PP | GF | GC | DG | Pts | Classificació            |
| --- | ------------ | -- | -- | -- | -- | -- | -- | -- | --- | ------------------------ |
| 1   | Suècia       | 3  | 3  | 0  | 0  | 9  | 2  | +7 | 9   | Avança a quarts de final |
| 2   | Estats Units | 3  | 1  | 1  | 1  | 6  | 4  | +2 | 4   | Avança a quarts de final |
| 3   | Austràlia    | 3  | 1  | 1  | 1  | 4  | 5  | −1 | 4   | Avança a quarts de final |
| 4   | Nova Zelanda | 3  | 0  | 0  | 3  | 2  | 10 | −8 | 0   |                          |

#### Millors 3rs classificats
| Pos | Grp | Equip     | PJ | PG | PE | PP | GF | GC | DG | Pts | Classificació            |
| --- | --- | --------- | -- | -- | -- | -- | -- | -- | -- | --- | ------------------------ |
| 1   | E   | Japó      | 3  | 1  | 1  | 1  | 2  | 2  | 0  | 4   | Avança a quarts de final |
| 2   | G   | Austràlia | 3  | 1  | 1  | 1  | 4  | 5  | −1 | 4   | Avança a quarts de final |
| 3   | F   | Zàmbia    | 3  | 0  | 1  | 2  | 7  | 15 | −8 | 1   |                          |

### Fase final
|  | Quarts de final         | Quarts de final     |                      |       | Semifinals                      | Semifinals                      |  |  | Partit per la medalla d'or | Partit per la medalla d'or |
|  |                         |                     |                      |       |                                 |                                 |  |  |                            |                            |
|  | 30 de juliol – Kashima  |                     |                      |       |                                 |                                 |  |  |                            |                            |
|  |                         |                     |                      |       |                                 |                                 |  |  |                            |                            |
|  | Regne Unit              | 3                   |                      |       |                                 |                                 |  |  |                            |                            |
|  | Regne Unit              | 3                   | 2 d'agost – Yokohama |       |                                 |                                 |  |  |                            |                            |
|  | Austràlia (prò.)        | 4                   |                      |       |                                 |                                 |  |  |                            |                            |
|  | Austràlia (prò.)        | 4                   | Austràlia            | 0     |                                 |                                 |  |  |                            |                            |
|  | 30 de juliol – Saitama  |                     | Austràlia            | 0     |                                 |                                 |  |  |                            |                            |
|  |                         | Suècia              | 1                    |       |                                 |                                 |  |  |                            |                            |
|  | Suècia                  | Suècia              | 1                    | 3     |                                 |                                 |  |  |                            |                            |
|  | Suècia                  |                     | 6 d'agost – Yokohama | 3     |                                 |                                 |  |  |                            |                            |
|  | Japó                    | 1                   |                      |       |                                 |                                 |  |  |                            |                            |
|  | Japó                    | 1                   | Suècia               | 1 (2) |                                 |                                 |  |  |                            |                            |
|  | 30 de juliol – Yokohama |                     | Suècia               | 1 (2) |                                 |                                 |  |  |                            |                            |
|  |                         | Canadà (p.)         | 1 (3)                |       |                                 |                                 |  |  |                            |                            |
|  | Països Baixos           | Canadà (p.)         | 1 (3)                | 2 (2) |                                 |                                 |  |  |                            |                            |
|  | Països Baixos           | 2 d'agost – Kashima |                      | 2 (2) |                                 |                                 |  |  |                            |                            |
|  | Estats Units (p.)       | 2 (4)               |                      |       |                                 |                                 |  |  |                            |                            |
|  | Estats Units (p.)       | 2 (4)               | Estats Units         | 0     |                                 |                                 |  |  |                            |                            |
|  | 30 de juliol – Rifu     |                     | Estats Units         | 0     |                                 |                                 |  |  |                            |                            |
|  |                         | Canadà              | 1                    |       | Partit per la medalla de bronze | Partit per la medalla de bronze |  |  |                            |                            |
|  | Canadà (p.)             | Canadà              | 1                    | 0 (4) | Partit per la medalla de bronze | Partit per la medalla de bronze |  |  |                            |                            |
|  | Canadà (p.)             |                     | 5 d'agost – Kashima  | 0 (4) |                                 |                                 |  |  |                            |                            |
|  | Brasil                  | 0 (3)               |                      |       |                                 |                                 |  |  |                            |                            |
|  | Brasil                  | 0 (3)               | Austràlia            | 3     |                                 |                                 |  |  |                            |                            |
|  |                         |                     |                      |       |                                 |                                 |  |  |                            |                            |
|  | Estats Units            | 4                   |                      |       |                                 |                                 |  |  |                            |                            |
|  | Estats Units            | 4                   |                      |       |                                 |                                 |  |  |                            |                            |

## Medallistes
| Event | Or | Plata | Bronze |
| Homes | BrasilSantos · Gabriel Menino · Diego Carlos · Ricardo Graça · Douglas Luiz · Guilherme Arana · Paulinho · Bruno Guimarães · Matheus Cunha · Richarlison · Antony · Brenno · Dani Alves · Bruno Fuchs · Nino · Abner · Malcom · Matheus Henrique · Reinier · Claudinho · Gabriel Martinelli · Lucão                                                                               | EspanyaUnai Simón · Óscar Mingueza · Marc Cucurella · Pau Torres · Jesús Vallejo · Martín Zubimendi · Marco Asensio · Mikel Merino · Rafa Mir · Dani Ceballos · Mikel Oyarzabal · Eric García · Álvaro Fernández · Carlos Soler · Jon Moncayola · Pedri · Javi Puado · Óscar Gil · Dani Olmo · Juan Miranda · Bryan Gil · Iván Villar                                                            | MèxicLuis Malagón · Jorge Sánchez · César Montes · Jesús Angulo · Johan Vásquez · Vladimir Loroña · Luis Romo · Carlos Rodríguez · Henry Martín · Diego Lainez · Alexis Vega · Adrián Mora · Guillermo Ochoa · Érick Aguirre · Uriel Antuna · José Joaquín Esquivel · Sebastián Córdova · Eduardo Aguirre · Ricardo Angulo · Fernando Beltrán · Roberto Alvarado · Sebastián Jurado |
| Dones | CanadàStephanie Labbé · Allysha Chapman · Kadeisha Buchanan · Shelina Zadorsky · Quinn · Deanne Rose · Julia Grosso · Jayde Riviere · Adriana Leon · Ashley Lawrence · Desiree Scott · Christine Sinclair · Évelyne Viens · Vanessa Gilles · Nichelle Prince · Janine Beckie · Jessie Fleming · Kailen Sheridan · Jordyn Huitema · Sophie Schmidt · Gabrielle Carle · Erin McLeod | SuèciaHedvig Lindahl · Jonna Andersson · Emma Kullberg · Hanna Glas · Hanna Bennison · Magdalena Eriksson · Madelen Janogy · Lina Hurtig · Kosovare Asllani · Sofia Jakobsson · Stina Blackstenius · Jennifer Falk · Amanda Ilestedt · Nathalie Björn · Olivia Schough · Filippa Angeldal · Caroline Seger · Fridolina Rolfö · Anna Anvegård · Julia Roddar · Rebecka Blomqvist · Zećira Mušović | Estats UnitsAlyssa Naeher · Crystal Dunn · Sam Mewis · Becky Sauerbrunn · Kelley O'Hara · Kristie Mewis · Tobin Heath · Julie Ertz · Lindsey Horan · Carli Lloyd · Christen Press · Tierna Davidson · Alex Morgan · Emily Sonnett · Megan Rapinoe · Rose Lavelle · Abby Dahlkemper · Adrianna Franch · Catarina Macario · Casey Krueger · Lynn Williams · Jane Campbell             |

## Medaller
| Posició | País         | Or | Plata | Bronze | Total |
| 1       | Brasil       | 1  | 0     | 0      | 1     |
| 1       | Canadà       | 1  | 0     | 0      | 1     |
| 3       | Espanya      | 0  | 1     | 0      | 1     |
| 3       | Suècia       | 0  | 1     | 0      | 1     |
| 5       | Estats Units | 0  | 0     | 1      | 1     |
| 5       | Mèxic        | 0  | 0     | 1      | 1     |
| Total   | Total        | 2  | 2     | 2      | 6     |